# Chimarra teresae
Chimarra teresae är en nattsländeart som beskrevs av Oliver S. Flint Jr. 1998. Chimarra teresae ingår i släktet Chimarra och familjen stengömmenattsländor. Inga underarter finns listade i Catalogue of Life.